# Kuburat Owolabi
Kuburat Owolabi (* 21. Januar 1967) ist eine nigerianische Tischtennisspielerin. Sie ist Afrikameisterin und nahm an den Olympischen Spielen 1988 teil.

## Werdegang
Kuburat Owolabi holte 1985 und 1988 bei der Afrikameisterschaft vier Medaillen. 1985 wurde sie Zweite im Einzel und siegte im Doppel mit Olawunmi Majekodunmi, 1988 gewann sie den Titel im Einzel und im Doppel mit Bose Kaffo. 1987 gewann sie bei dem Afrikaspielen Gold im Mixed mit Atanda Musa und Bronze im Doppel mit Bose Kaffo. Sowohl bei den Afrikameisterschaften als auch bei den Afrikaspielen startete sie unter englischer Flagge.
Bei den Olympischen Spielen 1988 in Seoul trat Kuburat Owolabi im Einzel- und Doppelwettbewerb an, in beiden Disziplinen erreichte sie nicht die Hauptrunde. Im Einzel standen einem Sieg vier Niederlagen gegenüber, was zu Platz 33 führte. Im Doppel mit Iyabo Akanmu gewann sie einmal und verlor sechs Spiele, damit kam sie auf Platz 13.
Zweimal wurde sie englische Meisterin im Doppel, 1996/97 mit Andrea Holt, 2002/03 mit Nicola Deaton.

## Spielergebnisse bei den Olympischen Spielen
- Olympische Spiele 1988 Einzel  in Vorgruppe E[3]
  - Siege: Mónica Liyau (Peru)
  - Niederlagen: Mika Hoshino (Japan), Jasna Fazlić (Jugoslawien), Katja Nolten (Bundesrepublik Deutschland), Hyun Jung-hwa (Südkorea)
- Olympische Spiele 1988 Doppel mit Iyabo Akanmu in Vorgruppe A[4]
  - Siege: Nadia Bisiach/Kerri Tepper (Australien)
  - Niederlagen: Flyura Bulatova/Olena Kovtun (Sowjetunion), Gordana Perkučin/Jasna Fazlić (Jugoslawien), Csilla Bátorfi/Edit Urbán (Ungarn), Chang Hsiu-Yu/Lin Li-Ju (Taiwan), Mok Ka Sha/Hui So Hung (Hongkong), Hyun Jung-hwa/Yang Young-ja (Südkorea)